# Le Courrier de Bruxelles
Le Courrier de Bruxelles was een Belgische katholieke Franstalige krant.

## Historiek
De krant werd uitgegeven van 1861 tot 1914 te Brussel.